# 韋斯特羅斯主教座堂
韋斯特羅斯主教座堂（Västerås domkyrka）是位於瑞典西曼蘭省城市韋斯特羅斯的一座教堂。韋斯特羅斯主教座堂是瑞典信義會韋斯特羅斯教區的主教座堂，外觀為斯堪的納維亞哥特式風格建築。